# Clathrochone
Clathrochone is een geslacht van sponsdieren uit de klasse van de Hexactinellida.

## Soort
- Clathrochone clathroclada (Lévi & Lévi, 1982)